# Die Tage des Weines und der Rosen
Die Tage des Weines und der Rosen, auch bekannt als Stärker als alle Vernunft (Originaltitel: Days of Wine and Roses), ist ein US-amerikanisches Filmdrama von Blake Edwards aus dem Jahr 1962 mit Jack Lemmon und Lee Remick in den Hauptrollen. Der Film basiert auf dem Drehbuch für den gleichnamigen Fernsehfilm, der 1958 in der Fernsehspielreihe Playhouse 90 ausgestrahlt wurde und Drehbuchautor J. P. Miller eine Emmy-Nominierung einbrachte. Er lief ab dem 14. Juni 1963 in den bundesdeutschen Kinos.

## Handlung
Joe Clay, erfolgreicher Mitarbeiter in einer New Yorker Werbeagentur, lernt eine Frau namens Kirsten kennen und verliebt sich in sie. Die beiden heiraten, bekommen ein Kind und führen ein ganz normales Leben. Doch Joe, der dem starken Druck seines Berufes immer weniger gewachsen und schon länger dem Alkohol zugetan ist, führt in Gesellschaft auch seine Frau an das Trinken heran. Kirsten, die bislang abstinent gelebt hat, sträubt sich zunächst, doch nach ihrem ersten Brandy fühlt sie sich gut. Joe und Kirsten verlieren schleichend immer mehr die Kontrolle über ihren Alkoholkonsum, bis beide zu absoluten Trinkern geworden sind. Schließlich zündet Kirsten im Rausch in Joes Abwesenheit die heimische Wohnung an, und Joe verliert gleichzeitig seine Stellung in der Werbeagentur. Sie landen mit ihrem Kind in einer schäbigen Wohnung und im sozialen Abseits.
Als Joe eines Tages an einer Bar vorbeikommt und sein Spiegelbild sieht, berichtet er seiner Frau zu Hause, dass er nicht habe erkennen können, wer das im Spiegelbild gewesen sei: Er habe nur einen verkommenen, betrunkenen Strolch gesehen. Die beiden begreifen, dass es der Alkohol war, der ihren sozialen Abstieg bewirkt hat. Mit Hilfe der Anonymen Alkoholiker und auch der von Kirstens Vater, der Joe schwere Vorwürfe macht, will das Paar nun vom Alkohol loskommen. Doch werden die beiden immer wieder rückfällig, was schließlich zur Trennung der Eheleute führt: Vor allem Kirsten verweigert sich der Einsicht, alkoholkrank zu sein, und um selbst trocken zu werden, sieht Joe keine andere Möglichkeit, als seine Frau zu verlassen.
In der Schlussszene versucht der gerade wieder trocken gewordene Joe in einem Hotelzimmer vergeblich, Kirsten zum Trockenwerden zu bewegen. Kirsten verlässt das Zimmer, und Joe starrt durch das Fenster hinüber auf die andere Straßenseite, von wo aus die Leuchtreklame einer Bar sich in der Fensterscheibe spiegelt. Darüber wird der Schlusstitel eingeblendet. Das weitere Schicksal von Joe und Kirsten bleibt offen.

## Hintergrund, Produktion
Der Originaltitel des Films ist von dem Gedicht Vitae Summa Brevis Spem Nos Vetat Incohare Longam des englischen Dichters Ernest Dowson inspiriert.
Für die Filmbauten war Joseph C. Wright zuständig, während George James Hopkins für die Ausstattung sorgte. Jack Solomon kam als Toningenieur zum Einsatz. Assistent des Kameramanns Philip Lathrop war Richard H. Kline, der bald nach Drehschluss selbst ein gefragter Kameramann war. Die Kostüme entwarf Donfeld.
Charles Bickford hatte bereits in der Fernsehadaption dieselbe Rolle gespielt wie jetzt in diesem Film.
Das Titellied Days of Wine and Roses, komponiert von Henry Mancini, entwickelte sich nach dem Film zu einem Klassiker, der von zahlreichen Sängern und Instrumentalisten interpretiert wurde.

## Rezeption

### Kritik
„Ein breit angelegtes Melodram mit einzelnen instruktiven, quälend realistischen Szenen, das sein Thema nach und nach aus den Augen verliert“, urteilte der film-dienst. „Satirisch-prägnante Elemente weichen in der zweiten Hälfte zunehmend sentimentalen Szenen“, heißt es weiter in der Kritik. Der Film sei jedoch „hervorragend gespielt“.

### Auszeichnungen
Bei der Oscarverleihung 1963 wurden Henry Mancini (Musik) und Johnny Mercer (Text) für das Titellied Days of Wine and Roses in der Kategorie „Bester Song“ mit dem Oscar ausgezeichnet. Weitere Nominierungen hatte der Film in den Kategorien:
- „Bester Hauptdarsteller“ – Jack Lemmon
- „Beste Hauptdarstellerin“ – Lee Remick
- „Bestes Szenenbild – Schwarzweiß“ – Joseph C. Wright, George James Hopkins
- „Bestes Kostümdesign – Schwarzweiß“ – Donfeld

Bei den Golden Globe Awards 1963 war der Film in vier Kategorien nominiert:
- „Bester Film – Drama“
- „Beste Regie“ – Blake Edwards
- „Bester Hauptdarsteller – Drama“ – Jack Lemmon
- „Beste Hauptdarstellerin – Drama“ – Lee Remick

Der Film erhielt drei Laurel Awards, einmal in der Kategorie „Bestes Drama“ sowie in den Kategorien „Beste männliche“ und „Beste weibliche Hauptrolle in einem Drama“.
2018 erfolgte die Aufnahme des Films in das National Film Registry.

## Synchronisation
Die deutsche Synchronfassung entstand 1963.
| Rolle          | Darsteller       | Synchronsprecher       |
| -------------- | ---------------- | ---------------------- |
| Joe Clay       | Jack Lemmon      | Georg Thomalla         |
| Kirsten Clay   | Lee Remick       | Margot Leonard         |
| Ellis Arnesen  | Charles Bickford | Klaus W. Krause        |
| Jim Hungerford | Jack Klugman     | Horst Niendorf         |
| Rad Leland     | Alan Hewitt      | Friedrich Schoenfelder |
| Ballefoy       | Tom Palmer       | Curt Ackermann         |
| Trayner        | Jack Albertson   | Konrad Wagner          |